# Kanadische Badmintonmeisterschaft 1949
Die Kanadische Badmintonmeisterschaft 1949 fand Anfang März 1949 in Montreal statt.

## Finalresultate
| Disziplin    | Sieger                           | Finalist                     | Ergebnis         |
| ------------ | -------------------------------- | ---------------------------- | ---------------- |
| Herreneinzel | John Samis                       | T. Darryl Thompson           | 15-2, 15-12      |
| Dameneinzel  | Marjorie Mapp                    | Kae Otton                    | 12-9, 11-8       |
| Herrendoppel | T. Darryl Thompson Ken Meredith  | Jack Muir Budd Porter        | 8-15, 15-7, 15-8 |
| Damendoppel  | Claire Lovett Jean Bardsley      | Joan Hennessy Evelyn Roberts | 17-16, 15-5      |
| Mixed        | T. Darryl Thompson Jean Bardsley | Jack Muir Evelyn Roberts     | 15-4, 15-10      |